# Револьвер

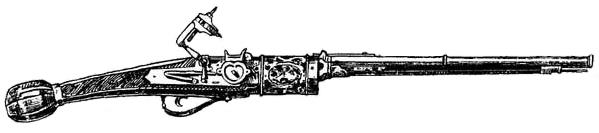
Німецький револьвер XVI ст. з коліщатим замком

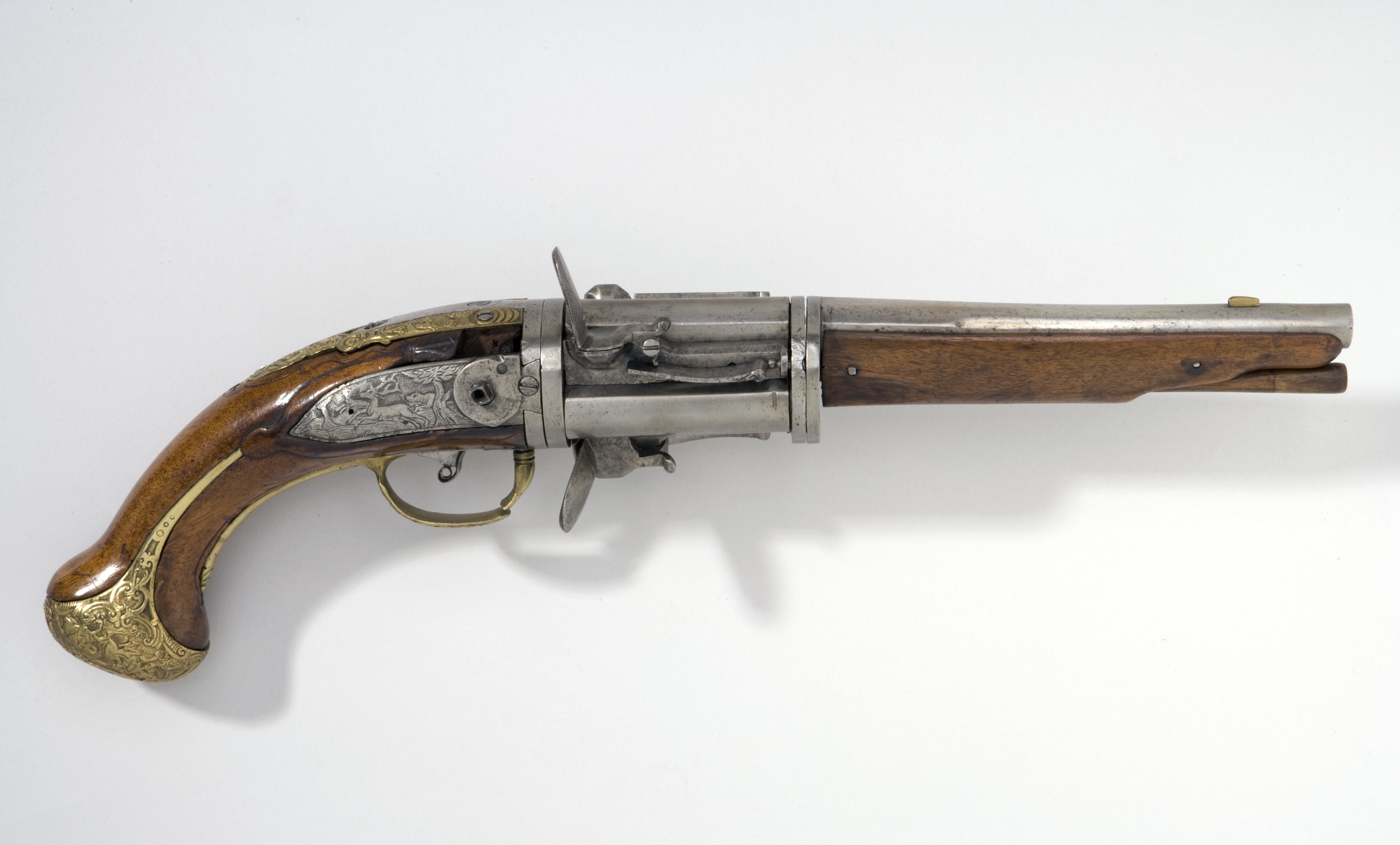
Кременевий револьвер, 1730-ті рр.

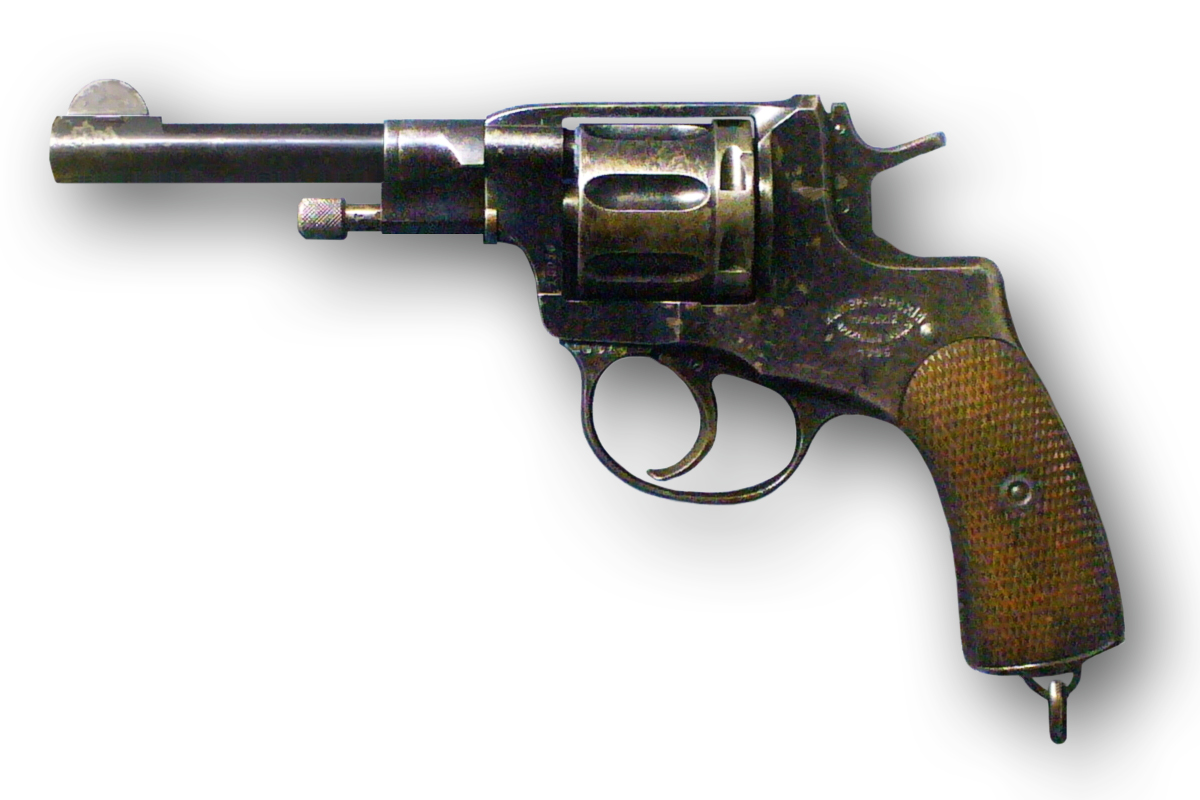
Револьвер системи Нагана, зр. 1895 р. (Бельгія-Росія), довгий час був на озброєнні в Російській Імперії та СРСР

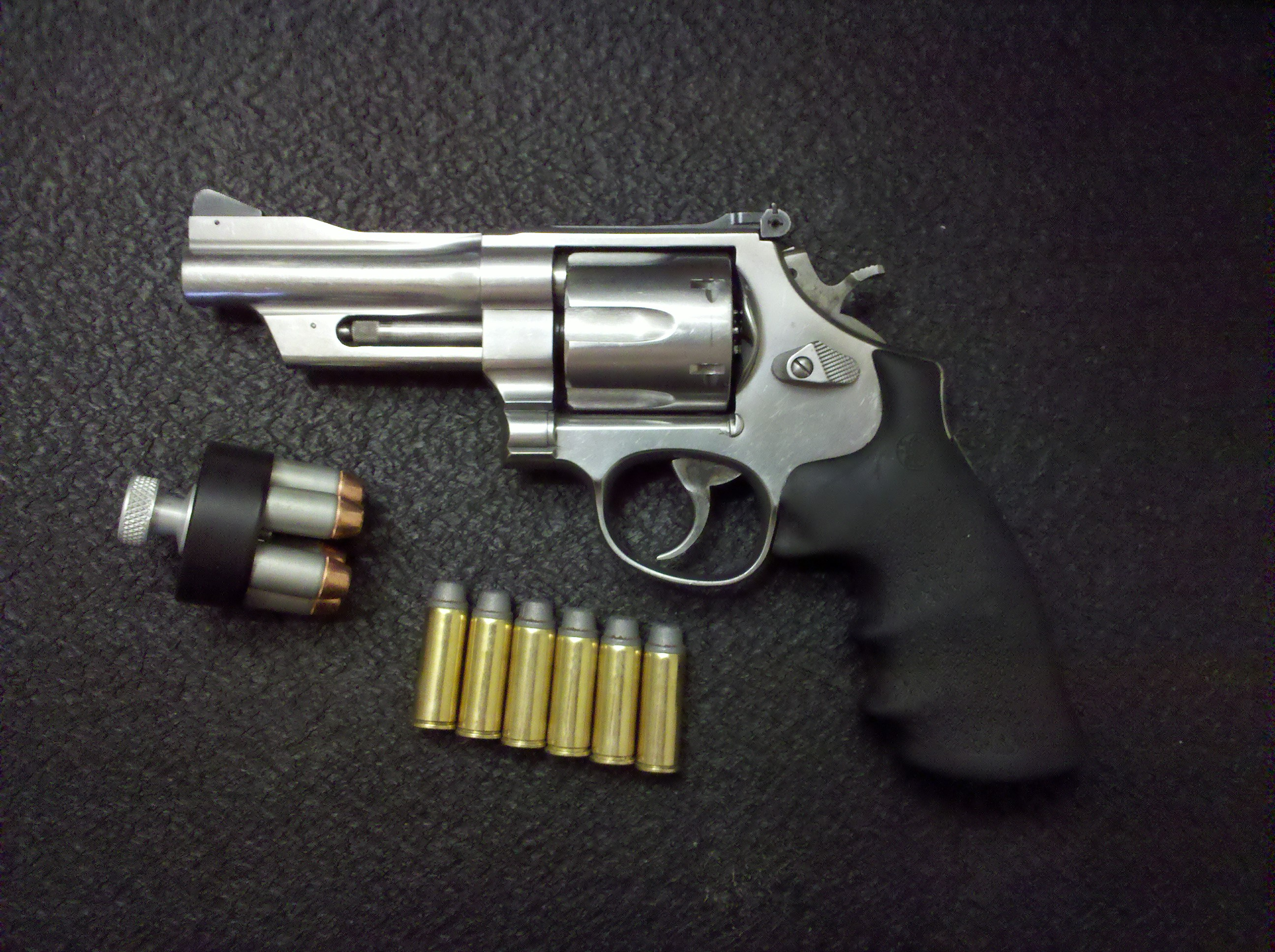
Сучасний револьвер Сміт-Вессон M625-6 (США) з відкидним барабаном. Зліва — «прискорювач заряджання» (speed-loader) на шість набоїв.

Револьве́р (англ. revolver — від to revolve — «обертатися») — індивідуальна багатозарядна нарізна короткоствольна стрілецька зброя з обертовим барабаном для стрільби на дистанцію до 100 м.
Револьвер з'явився в XVI ст. Широкого розповсюдження набув тільки з 30-х років XIX ст., після створення вдалої капсульної конструкції, продукованої Кольтом в США. Першим ефективним револьвером став створений 1836 року Colt Paterson. Популярність здобув Colt Single Action Army («Миротворець»), що перебував на озброєнні у 1872-92 роках, а в цивільних варіантах випускається і донині. У Російській імперії з кінця 19 століття і в СРСР в 20-40-х рр. перебував на озброєнні револьвер Нагана М1895. У першу половину XX століття, як зброя армії поступово витіснений самозарядним пістолетом. Водночас продовжує широко використовуватись як зброя самозахисту та зберігається на озброєнні поліції у деяких країнах.
Калібр більшості бойових револьверів становить 7,62 — 11,43 мм, місткість барабана — 5 — 8 патронів.

## Конструкція

### Рама
Рама револьвера може бути:
- незамкненою — відкритою зверху, як на капсульних «кольтах». Вона технологічно проста, але недостатньо жорстка. Не вживається з 70-х рр. XIX ст.;
- такою, що розмикається — частина рами разом зі стволом і барабаном відкидається на шарнірі. Така схема спрощує перезаряджання, але дуже чутлива до стану шарніра та замка рами. Була розповсюджена в другій половині XIX ст., насамперед на багатьох моделях Сміт-Вессон;
- цільною — така рама найжорсткіша і дозволяє використовувати набої будь-якої потужності. Переважна більшість сучасних револьверів має цільну раму.

### Барабан
Барабан є магазином усіх револьверів. У деяких давніх моделей набої були розміщені радіально, але преважна більшість давніх, та усі сучасні револьвери мають барабан з паралельним розміщенням набоїв. Кількість набоїв у барабані — від 5 до 8, але є одиничні револьвери, які містять до 30 набоїв.

## Револьвери на озброєнні армії та поліції
Перші револьвери довгий час використовувались разом з капсульними пістолетами. Лише у другій половині ХІХ сторіччя револьвери повністю витіснили їх. Після створення автоматичного пістолета, револьвери швидко вилучаються з армій країн світу, залишившись лише як поліцейська зброя. Але в останні роки ХХ сторіччя револьвери були багато покращені й знову були взяті до озброєння деяких військових підрозділів країн світу, у тому числі США та Франції.

## Переваги перед самозарядним пістолетом
- Надійність. У повністю зарядженому і готовому до бою револьвері не зведена жодна пружина (тоді як в самозарядному пістолеті — як мінімум пружина магазина). Револьвер роками може лежати в стані повної боєготовності і в потрібний момент вистрілити. Крім того, механіка револьвера приводиться в рух мускульною силою стрільця, а не пороховими газами, тому не зазнає перевантажень.
- Револьверу не потрібний окремий запобіжник — якщо курок не зведений, унаслідок випадкового падіння, удару тощо, револьвер не вистрілить завдяки конструкції ударно-спускового механізму. В останні десятиріччя подібні рішення вживають і в пістолетах.
- Після осічки можна вистрілити другий раз, просто натиснувши на спусковий гачок. У пістолеті для цього треба пересмикнути затвор.
- Револьвер можна використувати одною рукою. У пістолеті друга рука потрібна, щоб як мінімум пересмикнути затвор. Через це усе більш спецзагонів країн світу вносять револьвери до озброєння.

## Недоліки
- Кількість набоїв в барабані обмежена. На практиці більшість револьверів середнього та великого калібру є 5- чи 6-зарядними, інакше барабан був би занадто великим та важким (трапляються зразки навіть на кількадесят набоїв, але вони є технічним курйозом). Магазин багатьох пістолетів містить 8-10 і більше набоїв.
- Технічна швидкострільність револьвера зазвичай нижча, а час перезарядження довший, ніж пістолета. Деякі конструкції передбачали швидку заміну барабана, але носити з собою заряджені барабани не так зручно, як пласкі магазини до пістолета. Відомі системи револьверів з автоматичним викиданням гільз з барабана, і навіть з дозаряджанням барабана з додаткового магазина на зразок пістолетного, але вони були настільки складні і ненадійні, що про їх розповсюдження не було й мови. Максимум чим конструктори спромоглися прискорити процес заряджання револьвера — це екстрактори, що дозволяють одним рухом руки викинути з барабана всі гільзи, і особливі пристрої для заряджання в барабан разом кількох набоїв (англ. speed-loaders). Втім, окремі майстри, як от американець Джеррі Мічулек[en], здатні стріляти з револьвера в темпі до 6-8 пострілів на секунду і перезаряджати за частки секунди.
- Помітна частина порохових газів під час пострілу витікає крізь щілину між стволом і барабаном, тобто марно втрачається частина енергії заряду. Цю ваду ліквідовано в деяких системах (Наган зр. 1895 р.) ціною значного ускладнення конструкції.

- Осі камори і ствола не можуть збігатися ідеально. Внаслідок цього куля, коли входить в ствол, може деформуватися і навіть втрачати частину свого матеріалу. Це негативно впливає на точність. Приклад системи, що не має цього недоліку — знов же Наган 1895 р.

- Точність — ствол револьвера розташований значно вище відносно руки стрільця, ніж у пістолетів, тому при пострілі виникає більшій перекидальний момент. Цієї вади не мають нечисленні системи, які стріляють з нижньої камори барабана, а не з верхньої, наприклад револьвер італійського виробництва Chiappa Rhino.

- Габарити — пістолет зазвичай коротший, тонший і легший за револьвер аналогічного калібру при тієї ж довжині ствола.

## Автоматичні револьвери
Ще до широкого розповсюдження автоматичних пістолетів набув певного поширення автоматичний револьвер Webley-Fosbery. Барабан револьвера приводився в рух не зусиллям на спусковий гачок, а силою віддачі, що забезпечувало дещо вищу точність стрільби, в порівнянні із звичайними револьверами. За часів Першої світової війни цей револьвер був на озброєнні Королівських повітряних сил Великої Британії. Втім, автоматичні револьвери були занадто складні та дорогі у виробництві, а більшість недоліків револьвера залишилися їм притаманні, тому автоматичні револьвери не набули помітного розповсюдження. Відомі лише кілька систем, що вироблялися серійно.